# Монмен (Кот-д’Ор)
Монме́н (фр. Montmain) — коммуна во Франции, находится в регионе Бургундия. Департамент коммуны — Кот-д’Ор. Входит в состав кантона Сёр. Округ коммуны — Бон.
Код INSEE коммуны — 21436.

## Население
Население коммуны на 2010 год составляло 117 человек.
| 1962 | 1968 | 1975 | 1982 | 1990 | 1999 | 2010 |
| ---- | ---- | ---- | ---- | ---- | ---- | ---- |
| 62   | 58   | 61   | 65   | 70   | 63   | 117  |

## Экономика
В 2010 году среди 77 человек трудоспособного возраста (15—64 лет) 58 были экономически активными, 19 — неактивными (показатель активности — 75,3 %, в 1999 году было 70,0 %). Из 58 активных жителей работали 52 человека (25 мужчин и 27 женщин), безработных было 6 (2 мужчин и 4 женщины). Среди 19 неактивных 6 человек были учениками или студентами, 10 — пенсионерами, 3 были неактивными по другим причинам.